# Anii 240
Secole: Secolul al II-lea - Secolul al III-lea - Secolul al IV-lea
Decenii: Anii 190 Anii 200 Anii 210 Anii 220 Anii 230 - Anii 240 - Anii 250 Anii 260 Anii 270 Anii 280 Anii 290
Ani: 240 | 241 | 242 | 243 | 244 | 245 | 246 | 247 | 248 | 249